# 同德乡 (河池市)
同德乡，是中华人民共和国广西壮族自治区河池市宜州区下辖的一个乡镇级行政单位。

## 行政区划
同德乡下辖以下地区：
同德社区、板高村、众联村、塘上村、楞（同音）村、大安村、北刁村和六桥村。